# 御津村 (島根県)
御津村（みつむら）は、島根県八束郡にあった村。現在の松江市鹿島町御津にあたる。

## 地理
- 海洋：日本海[1]

## 歴史
- 1889年（明治22年）4月1日 - 町村制の施行により、島根郡御津浦が単独で村制施行し、御津村が発足[1][2]。
- 1896年（明治29年）4月1日 - 郡の統合により八束郡に所属[2]。
- 1903年（明治36年） - 御津村農業組合設立[1]。
- 1910年（明治43年） - 無限責任御津村信用組合設立[1]。
- 1920年（大正9年） - 御津散宿所開設[1]。
- 1924年（大正13年） - 村立図書館開設[1]。
- 1948年（昭和23年） - 京都・島根ジフテリア予防接種事件が発生。村内の副作用による死者18人[3]。
- 1949年（昭和24年）- 御津漁業組合設立[1]。
- 1956年（昭和31年）3月3日 - 八束郡恵曇町、講武村、御津村、佐太村と合併し鹿島町を新設して廃止された[1][2]。

### 地名の由来
「佐太大神が加賀潜戸で誕生され、のちに御津の浜に舟でお着きになった」との故事による。

## 産業
- 農業[1]
- 漁業[1]

## 交通

### 県道
- 御津恵曇港線（現島根県道37号松江鹿島美保関線）[1]

## 教育
- 1947年（昭和22年）御津中学校開校[1]